# Ospedale psichiatrico di Girifalco
L'ex ospedale psichiatrico di Girifalco, già convento dei frati minori riformati e divenuto in tempi recenti complesso monumentale, è un imponente edificio storico di Girifalco tutelato dal codice dei beni culturali e del paesaggio (art. 10, c. 1 D. Lgs. 42/2004).

## Storia

### Il convento

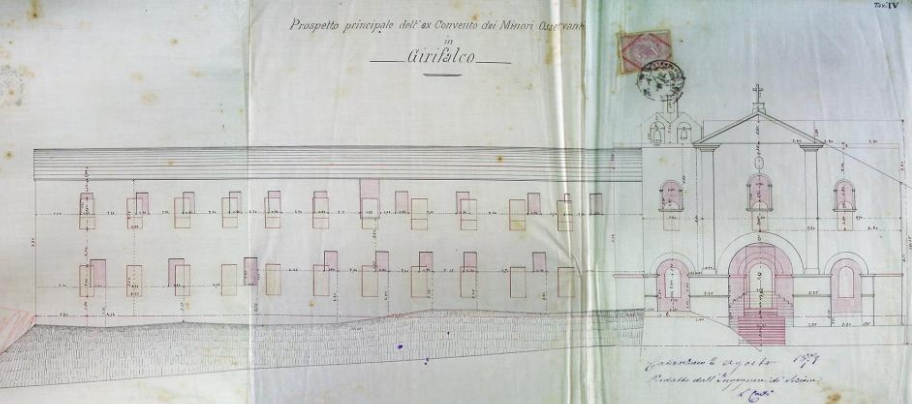
Prospetto principale dell'ex convento dei frati minori di Girifalco con la chiesa annessa

Padre Giovanni Fiore, nel suo scritto Della Calabria Illustrata, pone la fondazione del convento nel XVII secolo, precisamente nel 1635. Tale convento era dedicato ai santi Antonio ed Elena e sorgeva su una vasta area concessa ai frati minori riformati dal duca di Girifalco Fabrizio Caracciolo che non solo donò la terra per il convento ma lo fece anche costruire. All'indomani del terremoto del 1783  che distrusse gran parte dell'antico convento venne stilata una relazione, per conto della cassa sacra, della struttura conventuale e dell'annessa chiesa. In questa relazione risultava che il convento aveva quattro sezioni e il braccio ovest era interamente costituito dalla chiesa conventuale. Questa chiesa, la cui facciata corrispondeva all'entrata principale dell'odierna struttura, era di grandi dimensioni e al suo ingresso presentava un ampio atrio che dava accesso alla navata centrale e nelle navate laterali erano presenti nove altari oltre al maggiore della navata principale, mentre il campanile venne distrutto dal sisma sopracitato.

### Da convento a manicomio interprovinciale

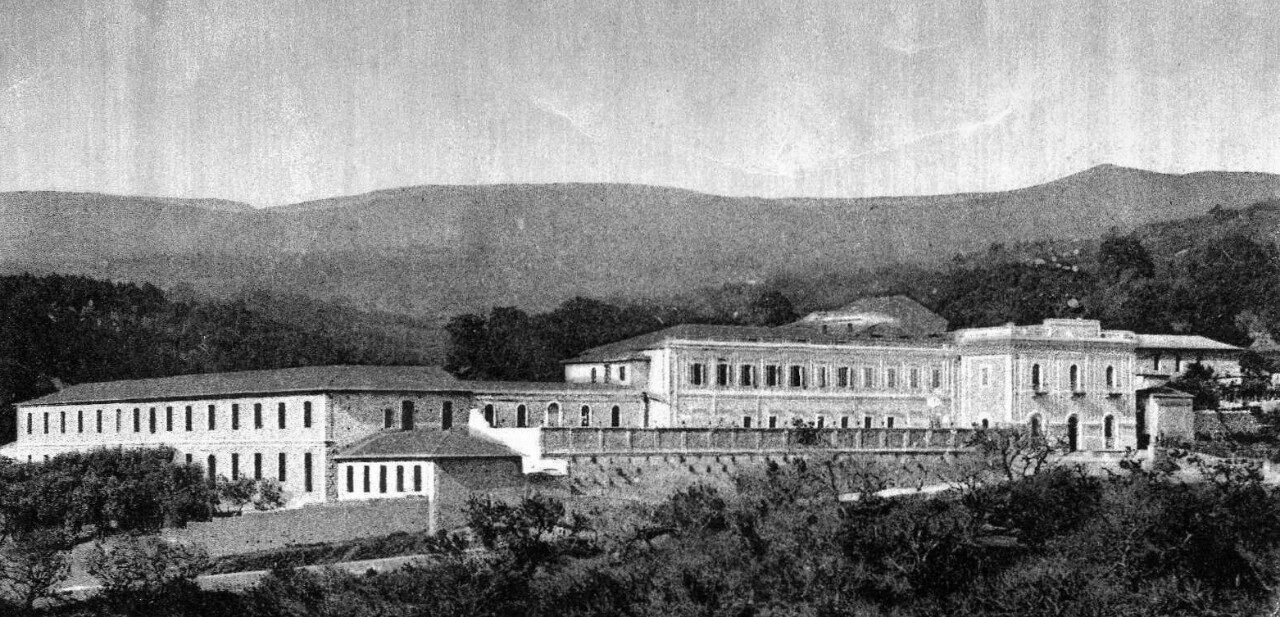
La struttura a cavallo tra fine Ottocento e inizio Novecento

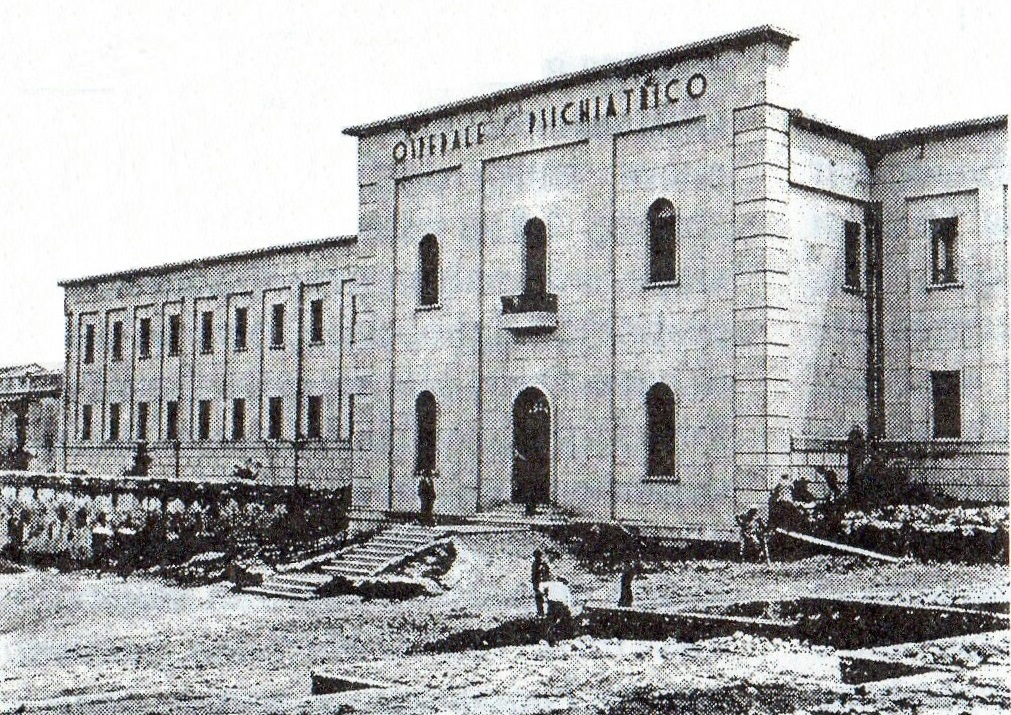
Attorno al 1940

Dopo l'unità d'Italia, negli anni '70 del XIX secolo il prefetto di Catanzaro Colucci fu promotore dell'istituzione di un manicomio interprovinciale nella Calabria, perché nell'800 l'unico ospedale psichiatrico nel Meridione era in Campania, ad Aversa e la capacità ricettiva di quella struttura si dimostrò con il passare del tempo insufficiente. Dopo la verifica di varie strutture presenti in altri comuni più o meno nella zona (Chiaravalle Centrale, Soverato, Maida, Borgia, Squillace, San Vito sullo Jonio e Badolato), nel 1878 venne ritenuto idoneo il convento dei frati minori riformati di Girifalco, che venne così trasformato in frenocomio, la cui riconversione tecnica fu affidata all'alienista genovese dottor Dario Maragliano che fu anche il primo direttore dal 1880, mentre il primo ricovero registrato fu nel 1881. Nel 1927 assunse la denominazione di ospedale psichiatrico provinciale di Catanzaro in Girifalco e nel 2003 quella odierna di complesso monumentale di Girifalco.

### Funzioni attuali
Attualmente ricopre le funzioni di: SRP (strutture residenziali psichiatriche), RSA (residenza sanitaria assistenziale), CTR (comunità terapeutiche riabilitative), CSM (centro di salute mentale), UVA (unità di valutazione per la malattia di Alzheimer).